# Караванная улица (Санкт-Петербург)
Карава́нная у́лица — улица в Центральном районе Санкт-Петербурга. Проходит от площади Белинского до Невского проспекта.

## История улицы
Проложена в первой половине XVIII века как дорога от Летнего дворца императрицы Елизаветы Петровны (сегодня на его месте находится Михайловский замок) к Невской перспективе. Официального названия дорога не имела, но говорят[кто?], что петербуржцы называли её Садовой. Возможно, это связано с тем, что вдоль улицы росли высокие берёзы, пересаженные с Адмиралтейского луга в 1745 году.

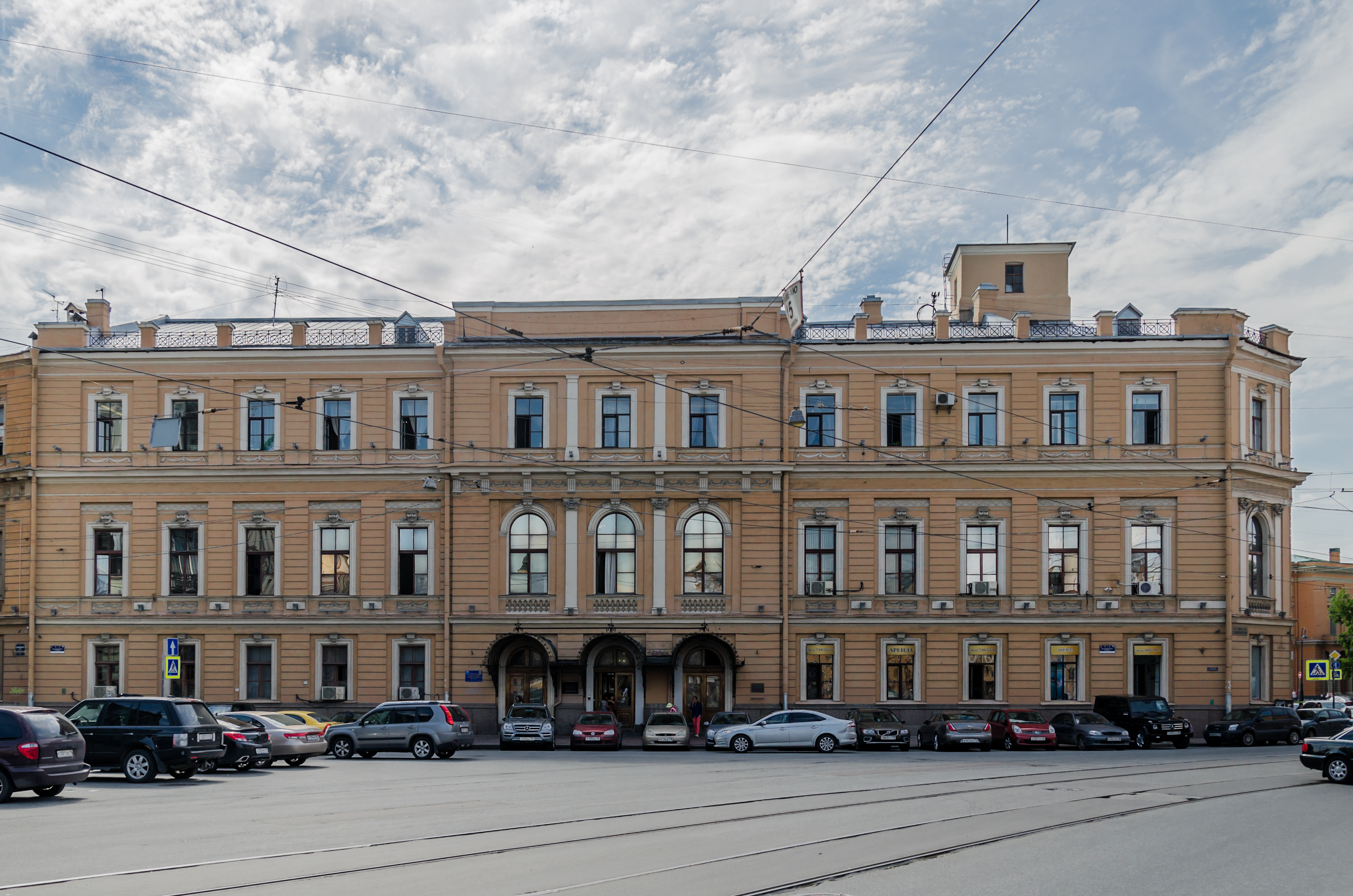
Здание Инженерного Ведомства, Караванная улица, 1.

В 1741 году в Петербург было доставлено 14 слонов, подаренных персидским шахом Надиром. Пётр Столпянский объяснял название Караванной улицы возведёнными у Симеоновского моста постройками для этих животных и их погонщиков, которые «могли называть это место караван-сараем». Позднее Столпянский, встретив упоминание «набережной по Фонтанке реке Караванной улицы» в описании Щукина двора конца 1777 года, связал это название с планами о строительстве здесь гавани для приёма мучных судов. На генеральном плане 1776 года Караванной названа набережная на правом берегу Фонтанки, а нынешняя Караванная улица названия не имеет. В 1777—1778 годы в «Санкт-Петербургских ведомостях» публикуются объявления о пансионе на «Каравайной улице».
20 августа 1919 года Караванная улица переименована в честь организатора военных политических учебных заведений Красной Армии, петроградца Николая Гурьевича Толмачёва (1895—1919). Историческое название улицы было возвращено в 1991 году.

## История переименований
- 1777 год — Каравайная улица
- 1788 — 20 августа 1919 года — Караванная улица (первоначальное название);
- 20 августа 1920 года — 4 октября 1991 года — улица Толмачёва
- с 4 октября 1991 года — Караванная улица

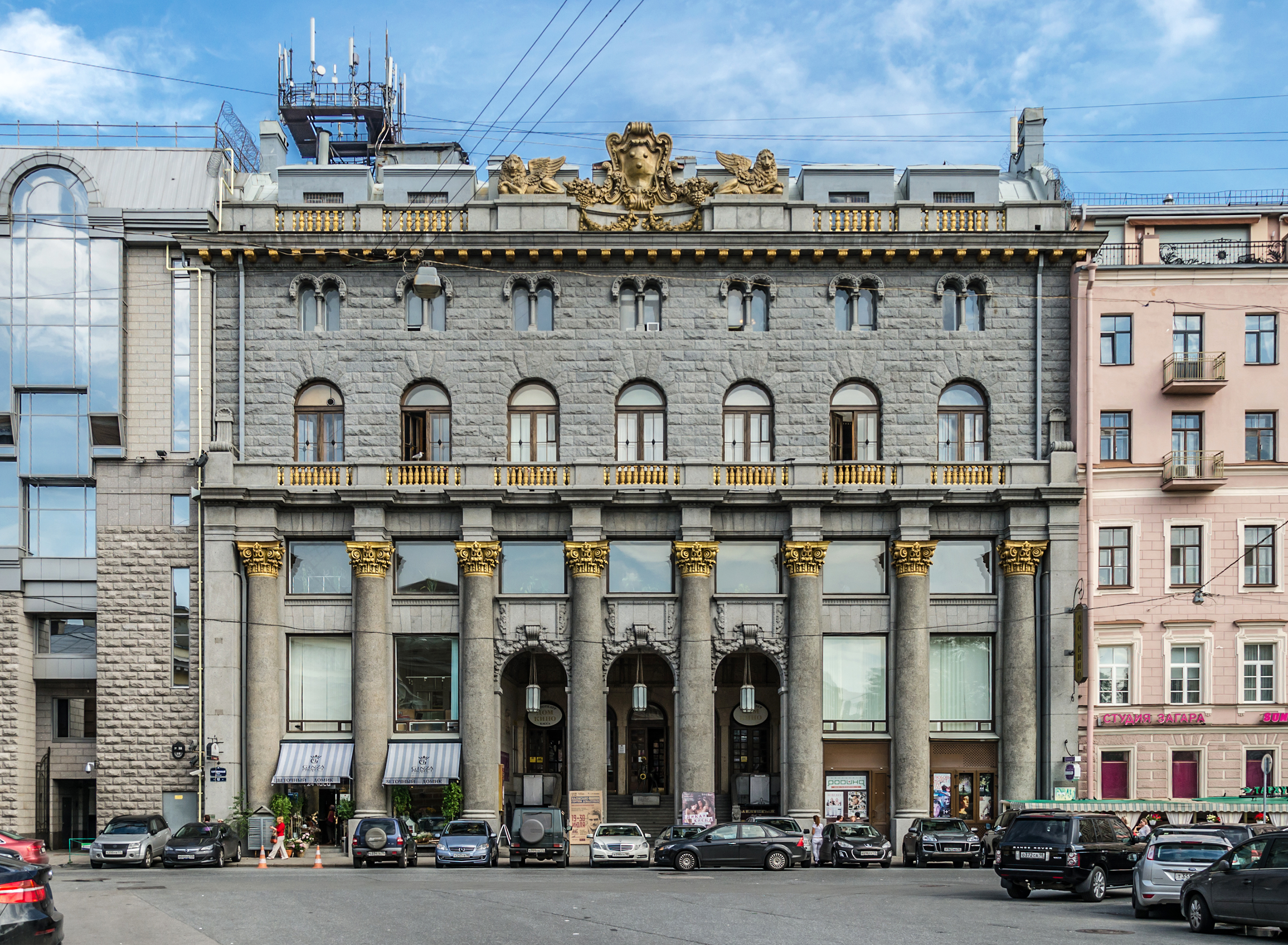
«Дом кино», Караванная улица, 12

## Примечательные здания и сооружения
Большая часть домов построена во второй половине XIX века.
По нечётной стороне:
- № 1 (Инженерная улица / площадь Белинского)  7832174000 — здание Инженерного Ведомства (Главного управления казачьих войск и Главного военно-медицинского управления), 1880—1882 гг., арх-ры Х. И. Грейфан, А. А. Карбоньер, воен. инж. Д. В. Покотилов.
- № 9  7800000031 — жилой дом страхового общества «Саламандра и др.» (дом Северного банка), 1847 г., арх. А. Х. Пель, перестроен в 1911—1911 гг. (гражд. инж. К. Н. Леонтьев). В этом доме в 1906—1907 годах находилось издательство «Вперёд» и его книжный магазин, где неоднократно бывал В. И. Ленин.

По чётной стороне:
- № 4 — бывший особняк А. И. Мусина-Пушкина (Паниных) (перестроен в 1832 году, архитектор А. К. Кавос и в 1841 году, архитектор А. И. Штакеншнейдер);
- № 8 — доходный дом (перестроен в 1864 году, архитектор Н. П. Гребёнка);
- № 12  7802326000 — Дом кино, бывшее здание Петроградского губернского кредитного общества и кинотеатр «Сплендид-палас» (1914—1916, архитектор К. С. Бобровский, скульптор А. Е. Громов).
- № 20  7832175000 — особняк Нарышкиной, 1844 г., арх-ры С. Пономарев, Б. де Симон.
- № 22  7832176000 — бывший особняк А. Ф. Львова (построен в начале XIX века, перестроен в 1841 году, архитектор А. К. Кавос).
- № 24-26 (набережная р. Фонтанки, 25)  7830823000 — дом Г. Зимина (М. А. Шаховской), XVIII в., перестроен в 1820—1830-х и в 1909—1910 гг. под руководством арх. И. А. Фомина.
- № 28/66/29 — Доходный дом П. И. Лихачева (1877—1878, архитектор А. В. Иванов).